# Chakrata
Chakrata est un cantonment indien du district de Dehradun, dans l'État d'Uttarakhand. Il est situé entre les rivières Tons et Yamuna, à une altitude de 7 000 pieds (2 134 m) à 7 250 pieds (2 210 m), à 98 km de Dehradun.
En 2001, on y recense 3 497 habitants,.

## Histoire
La localité est originellement un cantonment de l'Armée indienne britannique. La région est connue sous le nom de Jaunsar-Bawar (en).